# Papuascincus
Papuascincus es un género de lagartos perteneciente a la familia Scincidae. Son endémicos de Nueva Guinea.

## Especies
Según The Reptile Database:
- Papuascincus borealis Slavenko, Richards, Donnellan, Allison & Oliver, 2024[2]
- Papuascincus eldorado Slavenko, Richards, Donnellan, Allison & Oliver, 2024[2]
- Papuascincus morokanus (Parker, 1936)
- Papuascincus phaeodes (Vogt, 1932)
- Papuascincus stanleyanus (Boulenger, 1897)